# Eastwood (Michigan)
Eastwood statisztikai település az USA Michigan államában, Kalamazoo megyében. Lakosainak száma 6366 fő (2020. április 1.).

## Népesség
A település népességének változása:
| Lakosok száma | 6265 | 6340 | 6366 |
|               | 2000 | 2010 | 2020 |